# Ultraviolentos
Ultraviolentos. Antología del cuento sádico en el Perú es un libro peruano de varios autores. Fue publicado por Ediciones Altazor en 2014, consta de 419 páginas.
El proyecto consta de veintinueve relatos de autores peruanos, reunidos por José Donayre Hoefken.

## Reseña
Ultraviolentos. Antología del cuento sádico en Perú; consta de siete grupos temáticos: los relatos policiales, de ámbito familiar, distópicos, de violencia del Estado, de clima delirante, que tratan sobre el canibalismo o del tema del sadismo.

## Relatos
- Carlos Calderón Fajardo: El decapitador
- Sophie Canal: Demasiada agua en la tetera
- Leonardo Caparrós: La luna brillaba hermosa
- Víctor Coral: Mi cuñado
- Irma del Águila: Pastobamba, camino de
- Carlos de la Torre Paredes: Son pocos pero son
- Carlos Enrique Freyre: Panadería Trentina
- Harol Gastelú: ¡Bájate el calzón o te mato, bitch!
- Antonio Gazís: Las dos casas de Antonio La Madrid
- Walter Lingán: Ellas
- Jorge Montoya: El Dios mudo
- Karl Oharak: Candulia y Mufida
- José Gabriel Ortega: La dama Coca-Cola
- Cecilia Podestá: Muerta bajo mi culo gris entre tus piernas
- Rocío Qespi: Cuento del leñador
- Raúl Quiroz Andía: Los ojos de Luis
- César Sánchez Torrealva: El extraño
- Gabriel Rimachi Sialer: Sérpico, sin Al Pacino
- Fernando Sarmiento: Next level
- Alberto Schroth: Caníbal noise
- Aurora Seldon: Los monstruos existen
- Rocío Silva Santisteban: N.N.
- Lenin Solano: Sexo a los pies de Cristo
- Fabrizio Tealdo: Rocky Marciano versus El Resto
- Jorge Ureta: Filius
- Cecilia Valdivia: El sobre
- Miguel Ángel Vallejo: La espera
- Julia Wong: El tigre de Guadalajara
- Rodolfo Ybarra: N.N.